# Комитет национального единства
Комитет национального единства (тур. Milli Birlik Komitesi) — военный комитет, сформированный после государственного переворота 1960 года в Турции. Был распущен после выборов 1961 года.

## Предыстория
С 1950 по 1960 годы власть в Турции находилась в руках Демократической партии. В 1960 году в Турции начался экономический кризис, курс лиры по отношению к доллару упал с 2,8 лиры за 1 доллар до 9,00. Рост цен и недостаток импортных товаров спровоцировал протесты, поддержка Демократической партии упала и выросла поддержка оппозиционных партий, самой популярной из них была Республиканская народная партия (РНП). Демократическая партия в ответ на это запретила РНП вести публичную деятельность. В 1959 году на лидера РНП Исмета Инёню было совершено два нападения. Была введена цензура прессы. Многие популярные журналисты, в том числе Метин Токер, и политики, в том числе Осман Бёлюкбаши, были арестованы. 27 апреля 1960 года Демократическая партия, имевшая большинство в парламенте, приняла закон о формировании Комитета дознания. Члены Комитета обладали судебными правами, в его состав были включены лишь члены Демократической партии. Задачей Комитета было проведение расследования в отношении членов оппозиционных партий, а также представителей прессы.

## Комитет
27 мая 1960 года группа офицеров совершила государственный переворот. Восставшие не подчинялись традиционной военной иерархии. В состав путчистов не входил начальник Генерального штаба, а также командующие ВМФ и ВВС, лишь командующий наземными силами Джемаль Гюрсель присоединился уже после начала переворота. Из 38 человек, совершивших переворот, только 5 были генералами, остальные имели более низкие звания, большинство были полковниками, майорами и капитанами.
Председателем Комитета был Джемаль Гюрсель.
12 сентября 1960 года в результате ДТП погиб Ирфан Баштуг. 7 июля 1961 года из Комитета по собственному желанию вышел Джемаль Маданоглу.
14 членов Комитета считали, что проводить выборы не нужно, а реформы должен проводить сам Комитет, а не демократически избранное правительство. 13 сентября 1960 года они были исключены из состава Комитета и отправлены за границу на дипломатическую работу.
После состоявшихся в 1961 году президентских и парламентских выборов официальная власть перешла к гражданским лицам. Впрочем, председатель Комитета Джемаль Гюрсель занимал пост президента в 1961—1966 годах, а члены Комитета, помимо 14 исключённых, вошли в состав Сената. В 1968 году пятеро из них были исключены из Сената.
Список членов Комитета (14 исключённых членов выделены жёлтым):
| Имя                 | Звание                | Вид войск   |
| ------------------- | --------------------- | ----------- |
| Джемаль Гюрсель     | Генерал армии         | Пехота      |
| Фахри Оздилек       | Генерал армии         | Пехота      |
| Джемаль Маданоглу   | Генерал-лейтенант     | Пехота      |
| Сыткы Улай          | Бригадный генерал     | Пехота      |
| Ирфан Баштуг        | Бригадный генерал     | Пехота      |
| Экрем Аджунер       | Полковник             | Пехота      |
| Осман Кёксал        | Полковник             | Пехота      |
| Фикрет Куйтак       | Полковник             | Пехота      |
| Сами Кючюк          | Полковник             | Пехота      |
| Музаффер Юрдакулер  | Полковник             | Пехота      |
| Хайдар Тунчканат    | Полковник             | ВВС         |
| Рефет Аксойоглу     | Подполковник          | Пехота      |
| Кадри Каплан        | Подполковник          | Пехота      |
| Супхи Караман       | Подполковник          | Пехота      |
| Сезаи Окан          | Подполковник          | Пехота      |
| Муджип Атаклы       | Подполковник          | ВВС         |
| Мехмет Озгюнеш      | Майор                 | Пехота      |
| Вехби Эрсу          | Майор                 | Пехота      |
| Супхи Гюрсойтрак    | Майор                 | Пехота      |
| Шюкран Озкая        | Майор                 | Пехота      |
| Ахмет Йылдыз        | Майор                 | Пехота      |
| Селахаттин Озгюр    | лейтенант-командующий | ВМФ         |
| Камиль Каравелиоглу | Капитан               | Пехота      |
| Эмануллах Челеби    | Капитан               | ВВС         |
| Алпарслан Тюркеш    | Полковник             | Пехота      |
| Орхан Кабибай       | Подполковник          | Пехота      |
| Мустафа Каплан      | Подполковник          | Пехота      |
| Орхан Эрканлы       | Майор                 | Пехота      |
| Музаффер Каран      | Майор                 | Пехота      |
| Шефик Союуйюдже     | Майор                 | Пехота      |
| Фазыл Аккоюнлу      | Майор                 | Пехота      |
| Дюндар Ташер        | Майор                 | Пехота      |
| Мюнир Кёсеоглу      | лейтенант-командующий | ВМФ         |
| Нуман Эсин          | Капитан               | Пехота      |
| Ирфан Солмазер      | Капитан               | Пехота      |
| Музаффер Оздаг      | Капитан               | Пехота      |
| Рыфат Байкал        | Лейтенант флота       | ВМФ         |
| Ахмет Эр            | Капитан               | Жандармерия |